# Hits (album av Anders Glenmark)
Hits är ett samlingsalbum av Anders Glenmark, utgivet 2000 på skivbolagen Camden, BMG, Ariola och Musikservice. Albumet designades av Helen Karnock.

## Låtlista
Där inte annat anges är låtarna skrivna av Anders Glenmark.
1. "Här går en man" – 3:32 (Glenmark, Leif Käck)
2. "Hon har blommor i sitt hår" – 3:03 (Glenmark, Käck)
3. "Högre standard" – 3:42
4. "Anna dansar" – 4:01
5. "Jag finns här för dig" – 4:47 (Glenmark, Käck)
6. "Mare mare" – 3:57
7. "Prinsessor bor någon annanstans" – 3:47 (Glenmark, Käck)
8. "Bröllopet" – 3:54 (Glenmark, Käck)
9. "Greyhoundbus" – 2:56
10. "Hon sa" – 3:14 (Glenmark, Käck)
11. "Båten" – 3:56
12. "Vill du resa i vår, så reser jag med dig" – 4:48 (Glenmark, Käck)
13. "Bygg på mig" – 4:08
14. "Boogie i mitt huvud" – 3:25
15. "Res med mig" – 3:52
16. "Hon bär på min hemlighet" – 3:51 (Glenmark, Käck)